# Claudia Cárpena
Claudia Cárpena (Quilmes, 14 de mayo de 1957) es una actriz argentina.
Proviene de una familia de artistas. Su abuelo, Francisco Cárpena, nacido en Mar del Plata, era anarquista, panadero y actor, y fundó el primer teatro vocacional en Mar de Plata. Su madre, Haydée Larroca (1920-2003), fue actriz; dejó temporalmente de actuar para criar a sus dos hijas, Nora (nacida en 1945) y Claudia. Su padre fue el actor y cineasta Homero Cárpena (1910-2001). Tiene tres hijos: Luciana Ulrich Cárpena, Martina Ulrich Cárpena y Homero Carabajal Cárpena.

## Biografía
En los primeros años de su vida prácticamente vivía en los teatros, y dormía en los camarines.
En 1972, a los 14 años de edad, debutó en teatro de la mano de su padre, en una comedia de Noel Clarasó llamada La llave, junto a su hermana Nora, Gilda Lousek, Ricardo Bauleo y Gogó Andreu.
A los 28 años empezó a estudiar en seminarios de teatro, con Augusto Fernández, Norman Brisky y Alejandra Boero.
Su debut cinematográfico fue con Palito Ortega, en la película Yo tengo fe.

## Trabajos

### Cine
En cine trabajó con Enrique Carreras y Mario David, junto a grandes figuras como Ricardo Darín Susana Campos, Adolfo García Grau, Gabriela Gilli, Darío Vittori y Luis Sandrini.
- 1974: Yo tengo fe, como Delia; dirigida por Enrique Carreras, con Palito Ortega.
- 1977: Así es la vida (dirigida por Enrique Carreras), con Luis Sandrini, Ángel Magaña, Susana Campos, Darío Vittori, Gabriela Gili, Andrés Percivale y Adolfo García Grau; como Margarita.[5]
- 1977: La nueva cigarra, con Olga Zubarry, María Aurelia Bisutti, Alberto Martín y Ernesto Bianco.
- 1979: La rabona, junto a Alberto Closas, Perla Santalla, Eva Franco, Arturo García Buhr, Ricardo Darín y Carlos Moreno, dirigida por Mario David).
- 1980: Subí que te llevo, como Rosaura. Con Sandro, María Valenzuela y Darío Vittori.
- 1980: Música del Riachuelo (sainete dirigido por Homero Cárpena).[6]

### Televisión
Participó en casi todas las telenovelas del guionista y director Alberto Migré:
- 1972: Rolando Rivas, taxista (serie de televisión), como Roxana (1973).
- Mi hermano Juan,
- 1973-1974: Lo mejor de nuestra vida... nuestros hijos, con Susana Campos, Mariana Karr, Cristina Murta, Miguel Ángel Solá, Cristina Tejedor y Víctor Hugo Vieyra.
- 1973: Alguien como vos (serie de televisión).
- 1973: Alguien como usted (serie de televisión).
- 1977: Quinceañera (telenovela), como Beatriz Palermo, con Sandra Mihanovich y Cristina Tejedor.
- 1977: El tema es el amor, con María Valenzuela, Arturo Puig, Ricardo Darín
- 1978: Un mundo de veinte asientos, de Abel Santa Cruz, con Claudio Levrino, Gabriela Gili, Chela Ruiz, María Elena Sagrera, Roberto Escalada, Hilda Bernard, Tino Pascali, María Bufano, Rita Terranova, Graciela Dufau, Ulises Dumont, Alejandro Escudero, Virginia Faiad, Olga Hidalgo, Mariana Karr, Guillermo Marín, Jorge Morales, Mario Pasik, Cunny Vera, Cristina Murta.
- 1979: Novia de vacaciones (serie de televisión) como Jacinta
- 1981: El Rafa, de Abel Santa Cruz, con Alberto de Mendoza, Carlos Calvo y Alicia Bruzzo.
- Teatro como en el teatro (con Darío Víttori),
- Tía Peluca (con Andrea del Boca),
- Alta comedia,
- 1983: El teatro de Irma Roy (unitarios).
- 1988: No va más, la vida nos separa (dirigida por Diana Álvarez y libro de Jacobo Langsner, con Nora Cárpena, Juan Carlos Dual, Rita Cortese, Lucrecia Capello, Gustavo Bermúdez, Gabriel Corrado, Ivo Cutzarida, Gustavo Ferrari, Ivonne Fournery, Adriana Gardiazábal, Cristina Murta, María Elena Sagrera, Mónica Villa, Tincho Zabala
- Nosotros y los miedos (dirigida por Diana Álvarez),
- 1984: Tal como somos (serie de televisión).
- 1985: Rossé (serie de televisión).
- 1987: La cuñada (telenovela), como Malú; con María Valenzuela, Daniel Fanego, Ana María Campoy, Gustavo Garzón y Esther Goris.
- 1988: No va más (la vida nos separa) (serie de televisión), como Beta
- 1993: Esos que dicen amarse (serie de televisión), como Lola
- 1994: Inconquistable corazón, con Pablo Rago y Paola Krum.
- 1994: Para toda la vida (serie de televisión).
- 1996: Son cosas de novela (serie de televisión).
- 1997: Ricos y famosos (telenovela) con Natalia Oreiro, Diego Ramos, Millie Stegmann, Antonio Grimau, China Zorrilla, Leonor Benedetto, Betiana Blum, Raúl Lavié, Carolina Papaleo, Aldo Barbero, Segundo Cernadas, Alfonso De Grazia
- 1998: Como vos y yo (serie de televisión).
- 2000: Los médicos de hoy
- 2002-2003: Rebelde way, como madre de Marcos y Silvia
- 2003: Corner, como Claudia.
- 2004: La niñera (con Florencia Peña, Boy Olmi, Roberto Carnaghi y Carola Reyna).

### Teatro
En teatro fue dirigida por Vicente Zito Lema, Rúbens Correa, José M Paolantonio y Rubén Pires, entre otros.
Actuó enlas siguientes obras, entre otras
- El conventillo de la Paloma (dirigida por Homero Cárpena; por esta obra ganó el premio Estrella de Mar como «actriz revelación»),
- La llave,
- Esperando la carroza,
- Los escruchantes (sainete),
- Soy del tiempo de Gardel (sainete),
- Los muchachos de antes no usaban gomina (sainete),
- La Piaf (con Virginia Lago),
- Marat Sade, de Peter Weiss, dirigida por Rubén Pires.
- Matter, de Vicente Zito Lema (monólogos de Madres de Plaza de Mayo),
- La carretilla de música, de Vicente Zito Lema (obra que denuncia un hecho verídico ocurrido en la ciudad de Corrientes, cuando en un hospital psiquiátrico encerraron castigados a 23 internos y estos se rebelaron y quemaron colchones; el director los dejó morir incinerados),
- Plástico cruel, de José Sbarra ( premio Ace a la mejor actriz off-Corrientes),
- Extraño juguete, de Susana Torres Molina (dirigida por Betty Raitter),
- El tren de las diez, de Adriana Arcos.

Participó en varios espectáculos con Peteco Carabajal (padre de su hijo y su compañero en aquel entonces), donde compartió escenario con la cantante Mercedes Sosa.
- 2004: Miopes, dirigida por Betty Raiter.
- 2004: A orillas del final, unipersonal de Juan Martínez, donde Claudia Cárpena aporta su voz en off.
- 2006 y 2008: A mis maestros, unipersonal, como autora y actriz, dirigida por Adriana Piny Arcos.
- 2006, 2007 y 2009: Radioteatros y tangos (dirigida por Gabriel Díaz, con María Aurelia Bisutti, Gabriel Díaz, Rodolfo Rodríguez y Sandra Venosa).
- 2008: Habla el amor (lee textos de Francisco de Quevedo, Luis de Góngora, Lope de Vega, Juan Gelman, Julio Cortázar, Silvina Ocampo, Federico García Lorca y Alfonsina Storni, entre otros; con Daniel Miglioranza).
- 2008-2010 El enfermo imaginario, de Moliére (con Antonia Acosta, Liliana Cuomo, Maggy De Luca y Gabriela Fleitas).
- 2010: Las chicas del calendario (dirigida por Manuel González Gil; con Nani Ardamaz, Dora Baret, Norberto Díaz, María Rosa Fugazot, Virginia Lago, Linda Peretz, Norma Pons, Carolina Pujal, Rita Terranova, María Valenzuela
- 2013.- Blasfemia, unipersonal de Vicente Zito Lema,  dirigida por Zunilda Roldán, en homenaje a las Madres de Plaza de Mayo y a los 30.000 desaparecidos.
- 2013.- Con "Blasfemia" se presenta en el Encuentro de Teatro Militante, en Tandil (provincia de Buenos Aires), y en Río Cuarto (provincia de Córdoba) en ocasión de la declaración como doctor honoris causa del escritor Vicente Zito Lema; además, realiza una gira por el litoral argentino (provincias de Santa Fe, Chaco, Corrientes y Misiones). En el Teatro del Pueblo de Eldorado le otorgan Distinción por su Trayectoria Después se presentó en la ciudad de Buenos Aires y localidades del interior de la provincia.

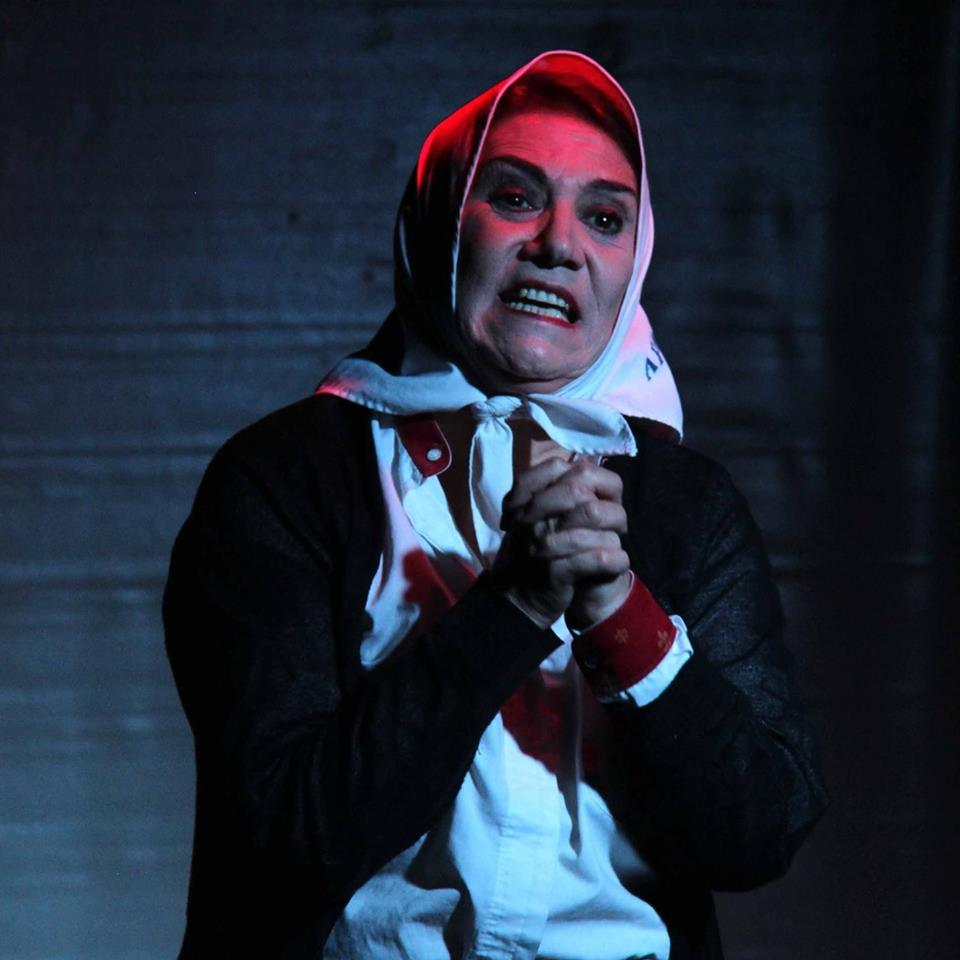
"Blasfemia" de Vicente Zito Lema

- 2013.- Estrena "Oh Sarah unipersonal clàsico para diva en apuros" de Ariel Mastandrea trabajo con el que obtiene el premio a la mejor actuación femenina en IV Festival de Teatro Clásico Adaptado, en Buenos Aires, Argentina. Bajo la dirección de Zunilda Roldán, realiza este unipersonal en 2015 y 2016

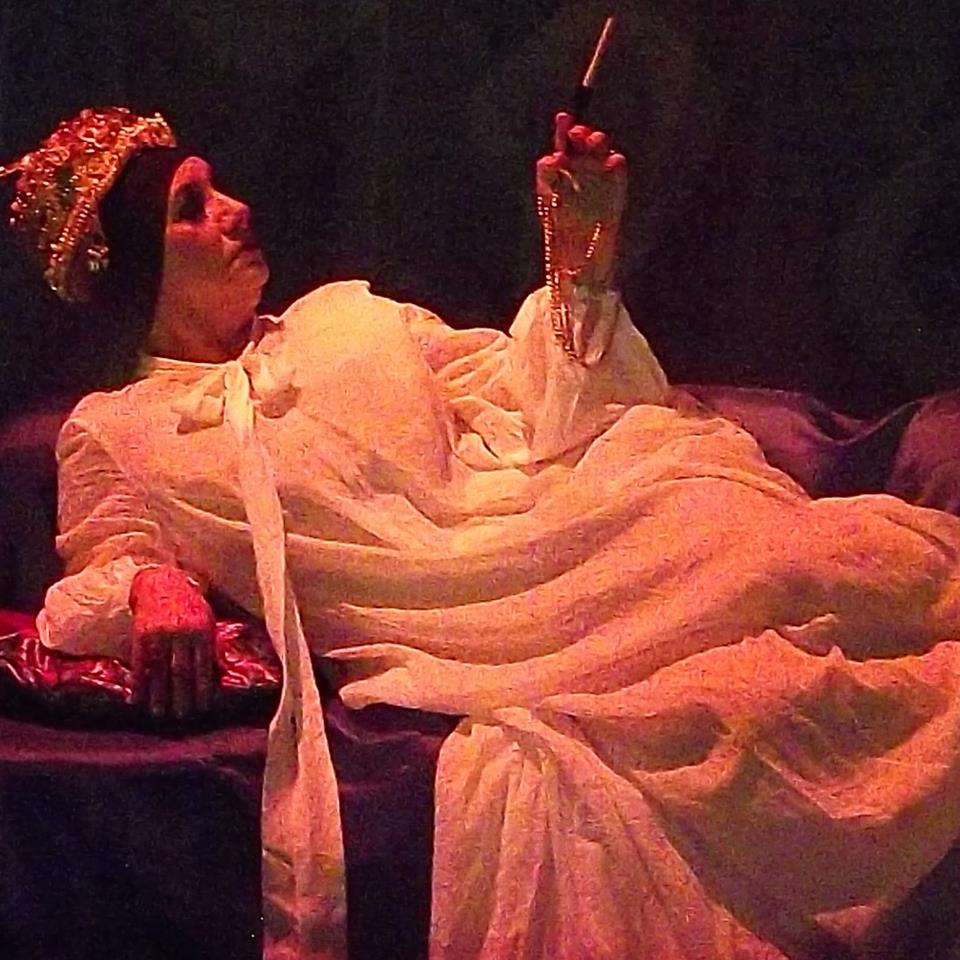
Claudia como Sarah Bernhardt

- Trabaja codirigiendo junto a Zunilda Roldán en Navarro, provincia de Buenos Aires y da talleres en todo el país
- 2019.- Integra el elenco de "Mucho ruido y pocas nueces" de William Shakespeare. Versión de Jorge Azurmendi
- 2020.- Idea y publica en su canal de YouTube una serie de videos artísticos llamados "Arte en Cuarentena" con la participación de numerosos artistas argentinos, trabajando desde sus casas durante el período de aislamiento por la pandemia
- 2022-3.- Actúa junto a gran elenco en "Babel Cocina"  obra de Patricia Suárez y Rita Terranova con dirección de esta última

### Radio
En radio participó en el ciclo de radioteatro, dirigido por Alberto Migré.
Realizó Radioteatro con voz en el complejo La Plaza, con Gabriel Díaz y Alberto Madín.
En 2012 y 2013 trabajó en La radio en el teatro, un radioteatro conducido por su hermana Nora que se emite por Radio Provincia.

## Vida privada
Su padre había tenido una hija mayor, Elba Cárpena (f. 2007), de un matrimonio anterior.
Claudia Cárpena tuvo un hijo con Peteco Carabajal, Homero, nacido en 1992. Tiene otras dos hijas llamadas Martina Ulrich (música y cantante) y Luciana Ulrich (actriz).